# Белле (Эн)
Белле́ (фр. Belley) — коммуна во Франции, находится в регионе Рона-Альпы, в департаменте Эн. Входит в состав кантона Белле. Центр округа Белле. Код коммуны — 01034.

## Население
Население коммуны на 2010 год составляло 8755 человек.
| 1962 | 1968 | 1975 | 1982 | 1990 | 1999 | 2010 |
| ---- | ---- | ---- | ---- | ---- | ---- | ---- |
| 5958 | 7049 | 7583 | 7981 | 7807 | 8002 | 8755 |